# Hypenodes pannonica
Hypenodes pannonica is een vlinder uit de familie van de spinneruilen (Erebidae). De wetenschappelijke naam van de soort is voor het eerst geldig gepubliceerd in 2010 door Fibiger, Pekarsky & Ronkay.
Deze nachtvlinder komt voor in Europa.